# 프로방스의 리첼다

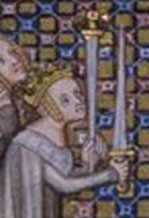
리첼다

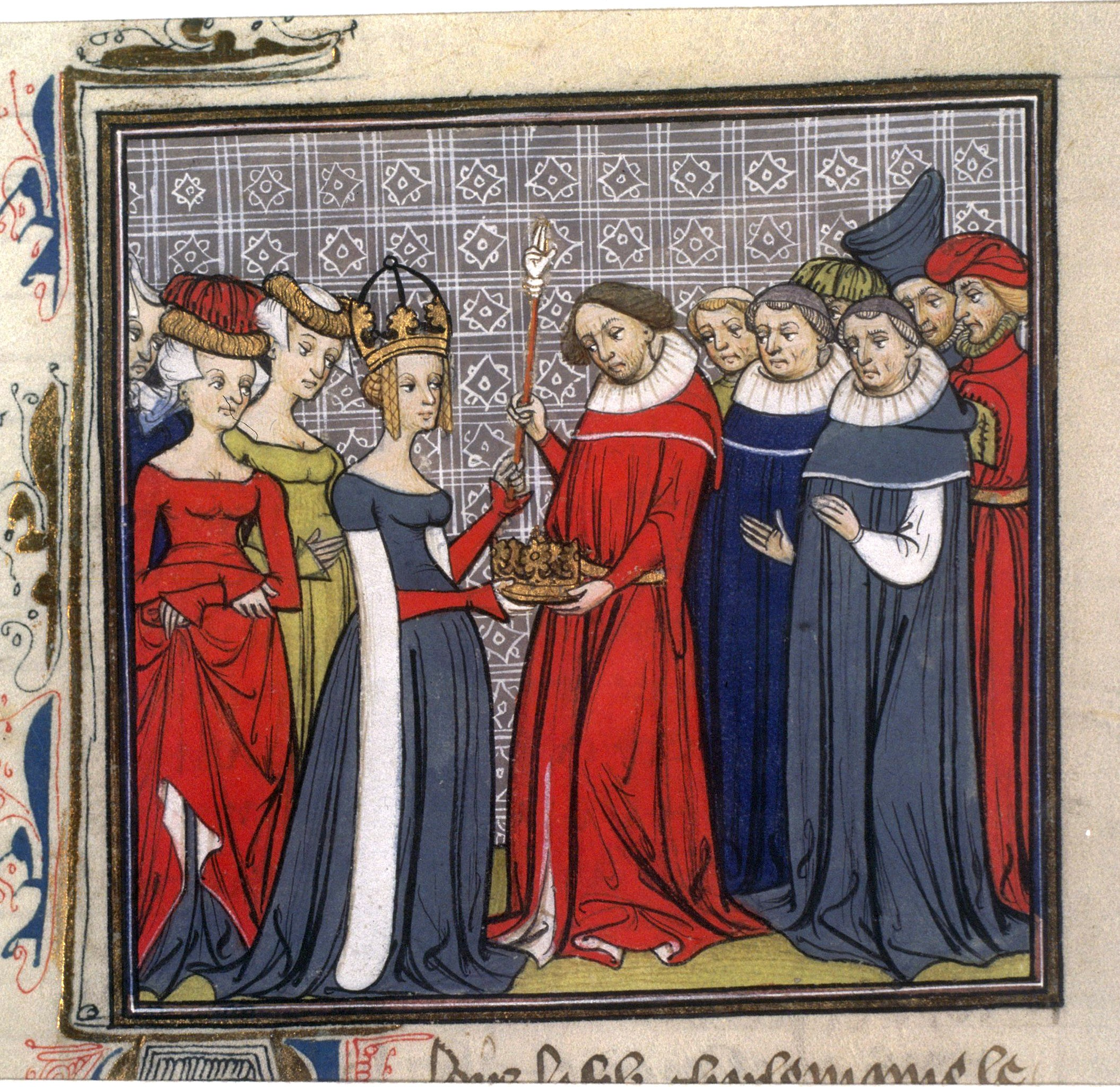
루이 2세에게 왕관을 전달하는 리첼다 (14세기 작자미상의 삽화)

리칠디스(Richildis) 또는 프로방스의 리첼다(Richilde of Provence ), 아르덴의 리첼다(Richilde of the Ardennes, 840년/845년 – 910년 6월 2일)는 프랑크 왕국의 귀족이자 서프랑크 왕국 대머리 카를 2세의 후궁이자 계비, 서로마 제국의 황후였다.
남편 대머리 카를의 부재 중 왕국의 섭정으로 정치를 주관하였으며, 섭정으로도 활동했다.

## 생애
아르덴 출신으로, 아르덴 변경백이자 메츠 변경백 비비누스 고르즈와 장로 보소의 딸 리첼다의 딸로, 그의 남동생은 프로방스와 부르고뉴에서 자립한 보소 5세, 부르고뉴 공작이자 오툉 백작 리샤르 정의공이었다. 그녀의 친정 이모 토이트베르가는 로타링기아의 왕 로타르 2세의 정비 토이트베르가 또는 테우데베르가였다.
후일 서프랑크의 왕이 되는 라울은 리샤르의 아들로 그의 조카였다.
그밖에 그녀의 외가는 프로방스와 부르고뉴 일대의 실력자 아를의 보소 가문이었다.
869년 서프랑크 왕국의 군주 대머리 카를 2세의 후궁이 되어 입궐하였다. 리첼다의 친척들은 869년 8월 로타르 2세가 사망한 후 동프랑크의 왕 독일인 루트비히와 대머리 카를 간의 영토 분할에 대해 논쟁할 때 서프랑크의 왕 대머리 카를을 지지하였다.
869년 10월 오를레앙의 이르멘가르트가 죽자, 리첼다와 그의 일족은 이르멘가르트의 장례식 행렬에 참가했다. 리첼다는 곧 대머리 카를 2세의 계비가 되었다. 그는 어려서 죽은 쌍둥이 피핀과 드로고, 태어나자마자 죽은 아들 1명, 아들 카를, 성인이 될 때까지 살아남은 딸 로틸드를 안겨주었다.
870년 1월 22일 대머리 카를은 그녀와 정식 결혼식을 올렸고 왕비로 격상시켰다.
그녀와의 결혼은 정략 결혼으로, 대머리 카를은 강력한 귀족이자 토이트베르가의 이질녀인 그를 통해 로타링기아에 영향력을 행사하고자 했다.
대머리 카를이 바이킹, 사라센, 마자르족 침입자들을 상대로 크고 작은 전쟁에 나갈 때마다 그는 섭정으로써 왕국의 정치에 관여하였다. 875년 대머리 카를 2세가 신성 로마 황제관을 받으러 알프스산맥을 넘어 이탈리아로 갔을 때 섭정으로 정무를 관장하였다.
그녀는 카를의 부재를 이용하여 서프랑크에 침입한 독일인 루트비히에 대한 방어를 준비, 지원하고, 루트비히의 첩자와 비밀리에 내통했던 자문관 엥겔람누스를 해임하였다. 876년 10월 폰티온의 종교회의에서 파견한 교황청 사절단을 직접 영접하였다.
877년에 대머리 카를의 이탈리아 방문에 동행했고 그해 9월에 로마에서 교황 요한네스 8세에 의해 황후로 축성, 기름 부음받았다.
877년 10월 대머리 카를이 브리데레벵에서 늑막염으로 갑자기 죽고 말더듬이 루이 2세가 즉위하기 직전, 리첼다는 잠시 섭정으로 정무를 주관하였다. 이때 리첼다는 루이 2세의 즉위를 반대, 방해하고 루이 2세에게 충성을 거부하는 귀족들을 지원하였으나 꽁피에뉴에서 협상하여 루이 2세의 즉이를 승인하고 왕관과 예복을 보내주었다.
독일인 루트비히의 아들 카를로만이 바이에른 군사를 이끌고 이탈리아로 침공하자, 보소 5세를 보내 대머리 카를의 보물들을 발레의 성 모리스 수도원으로 운반, 숨겨두었다.
879년 4월 10일 말더듬이 루이가 갑작스럽게 죽자 그녀는 서프랑크의 섭정이 되려 하였으나 귀족들에 의해 저지되었다. 그녀는 남동생 보소 5세를 서프랑크의 왕으로 앉히려다가 서프랑크 귀족들의 집단 반발로 무산되었다. 그는 남동생 보소 5세를 프로방스에서 자립하고 왕이 되는 것을 암암리에 도와주었다.
서프랑크의 귀족들은 그를 남동생과 간통했다며 근친상간 혐의를 씌워 재판정에 세웠으나 혐의 없음으로 풀려났다.
882년 루이 3세의 사망과 884년 카를로만 3세가 사망했을 때 그는 섭정의 자리를 차지하려고 시도했다가 실패했다. 그당시 제국은 노르만족, 마자르족의 습격, 약탈을 받고 속수무책으로 당하여 동요했고, 동프랑크의 비만왕 카를 3세와 그를 지지하는 아키텐 귀족들의 반발을 시작으로 서프랑크 귀족들의 반발에 이어 그녀를 추방했다. 그는 프로방스로 가도록 강요했다.
그는 친정 조카인 맹인왕 루트비히의 왕국으로 물러났다가 910년 6월 2일에 사망하였다. 914년 1월 30일 랭스의 성 레미 수도원에 그의 부곶소식을 그록한 문서가 보존되어 있다.

## 같이 보기
- 카를 2세
- 토이트베르가
- 보소 5세

## 참고 자료
- Pierre Riche, The Carolingians:The Family who forged Europe, transl. Michael Idomir Allen (University of Pennsylvania Press, 1983), 198.

1. ↑  Annalen von St. Bertin zum Jahr 870, S. 108.
2. ↑  Annalen von St. Bertin zum Jahr 877, S. 136.